# 布班扎
布班扎 位于布隆迪西北部的一座城市。是布班扎省省会。布班扎公社首府也在此地。2007年统计居民13400人。[http://www.fallingrain.com/world/BY/09/Bubanza.html
3°05′S 29°24′E / 3.083°S 29.400°E